# U-39
L'U-39 fu un sommergibile tedesco tipo IX al servizio della Kriegsmarine durante la seconda guerra mondiale. Venne ordinato dalla Kriegsmarine il 29 luglio 1936 come parte del riarmo (Aufrüstung) in Germania, che era illegale secondo i termini del Trattato di Versailles. La chiglia dell'U-39 venne posata il 2 giugno 1937, da DeSchiMAG AG Weser di Brema. Entrò in servizio il 10 dicembre 1938 con il Kapitänleutnant Gerhard Glattes al comando.
Il 14 settembre 1939, appena 27 giorni dopo aver iniziato la sua prima pattuglia, l'U-39 tentò di affondare la portaerei britannica HMS Ark Royal sparandole contro tre siluri. A causa di un difetto tecnico della spoletta magnetica, i siluri esplosero prematuramente prima di raggiungere il bersaglio. L'U-39 venne immediatamente braccato da tre cacciatorpediniere britannici e danneggiato con cariche di profondità. Dopo che l'equipaggio riuscì a riemergere con il sottomarino che stava affondando, tutti i membri vennero catturati durante l'evacuazione. Fu il primo U-Boot ad essere affondato nella seconda guerra mondiale.

## Progetto
Essendo uno degli otto sottomarini tedeschi tipo IX, successivamente designato IXA, l'U-39 aveva un dislocamento di 1 032 tonnellate (1 016 long ton) quando era in superficie e 1 153 tonnellate (1 135 long ton) in immersione. L'U-Boot aveva una lunghezza totale di 76,50 m (251 ft), uno scafo a pressione di 58,75 m (192 ft 9 in), una larghezza massima di 6,51 m (21 ft 4 in), un'altezza di 9,40 m (30 ft 10 in), e un pescaggio di 4,70 m (15 ft 5 in). Il sottomarino era alimentato da due motori diesel sovralimentati a quattro tempi e nove cilindri MAN M 9 V 40/46 per un totale di 4 400 cavalli vapore (3 240 kW; 4 340 shp) per uso in superficie, due motori elettrici a doppio effetto Siemens-Schuckert 2 GU 345/34 per un totale di 1 000 cavalli vapore (740 kW; 990 shp) per l'uso in immersione. Aveva due alberi da 1,92 m (6 ft) e due eliche. La barca era in grado di operare a profondità fino a 230 metri (750 ft).
Il sottomarino aveva una velocità massima in superficie di 18,2 nodi (33,7 km/h) e una velocità massima in immersione di 7,7 nodi (14,3 km/h). In immersione, la barca potrebbe operare per 65–78 miglia nautiche (120–144 km) a 4 nodi (7,4 km/h); una volta emersa, poteva viaggiare 10 500 miglia nautiche (19 400 km) a 10 nodi (19 km/h). U-39 era dotato di sei 53,3 cm (21 in) tubi lanciasiluri (quattro montati a prua e due a poppa), 22 siluri, un cannone navale SK C/32 da 10,5 cm (4,13 in), un cannone navale 3,7 cm (1,5 in) SK C/30 e un cannone antiaereo FlaK C/30 da 2 cm (0,79 in). La barca aveva un complemento di quarantotto uomini.

## Storia

### II pattugliamento e l'affondamento
L'U-39 condusse una sola pattuglia di guerra durante tutta la sua carriera, come parte della 6. Unterseebootsflottille. Lasciò Wilhelmshaven con l'U-31, l'U-32, l'U-35 e l'U-53, anch'essi facenti parte della 6ª Flottiglia, il 19 agosto 1939, in preparazione dell'inizio della seconda guerra mondiale. Si diresse nel Mare del Nord e alla fine circumnavigò le Isole britanniche. Prima del suo affondamento, l'U-39 venne attaccato nel Mare del Nord il 10 settembre mentre era in viaggio verso le isole britanniche. Venne bombardato in profondità da una nave britannica non identificata e venne costretto a immergersi a 100 metri (328 piedi) per sfuggire all'attacco.
Il 14 settembre 1939, dopo soli 27 giorni in mare, l'U-39 lanciò tre siluri contro la portaerei britannica HMS Ark Royal al largo di Rockall, a nord-ovest della Scozia. Le vedette individuarono le tracce dei siluri e l'Ark Royal si voltò verso l'attacco, riducendo la sua sezione trasversale e facendo sì che entrambi i siluri mancassero ed esplodessero prima del bersaglio. A seguito dell'attacco fallito, tre cacciatorpediniere britannici nelle vicinanze dell'Ark Royal, l'HMS Faulknor, il Firedrake ed il Foxhound rilevarono l'U-39. Tutti e tre i cacciatorpediniere bombardarono in profondità l'U-Boot e pochi secondi dopo che il Firedrake aveva rilasciato le sue cariche di profondità, l'U-39 emerse. Il Foxhound, che era il più vicino all'U-Boot, raccolse 25 membri dell'equipaggio mentre il Faulknor ne salvò 11 ed il Firedrake salvò i restanti otto. I membri dell'equipaggio vennero poi portati a terra in Scozia e trascorsero il resto della guerra in vari campi di prigionieri di guerra, inclusa la Torre di Londra, prima di essere spediti in Canada.
L'U-39 fu il primo di molti U-Boot ad essere affondato durante la seconda guerra mondiale.

### Conseguenze
Altri quattro sottomarini si unirono all'U-39 nella sua sfortunata pattuglia, l'U-31, l'U-32, l'U-53 e l'U-55. Secondo un rapporto del Seekriegsleitung (Comando navale supremo tedesco) il 22 settembre 1939, l'U-32 e l'U-53 stavano tornando al loro porto di Kiel mentre solo l'U-31 e l'U-35 erano rimasti nell'area operativa a nord delle isole britanniche. Secondo il piano, anche l'U-39 avrebbe dovuto raggiungere Kiel. Tuttavia, non ci furono contatti con l'U-Boot per diversi giorni. La mancanza di risposta da parte dell'U-39, nonostante le numerose richieste di fornire la sua posizione attuale, iniziò ad alimentare voci secondo cui sarebbe stata affondato. Questa convinzione venne successivamente confermata da una trasmissione radiofonica britannica che descriveva in dettaglio l'arrivo dei primi prigionieri di guerra tedeschi che erano membri della Kriegsmarine, in una stazione ferroviaria di Londra pochi giorni dopo.